# Eadbald
Eadbald (ca. 580 - 20 januari 640) was een koning van Kent van 616 tot 640. Hij volgde zijn vader koning Æthelbert op in 616 en werd opgevolgd door zijn zoon Earconbert in 640. Hoewel hij meer macht en aanzien had dan de gemiddelde Kentische prins, wordt hij beschouwd als een lakse koning, aan wiens hof de Frankische vorsten veel invloed hadden.
Eadbald had de bekering van zijn vader niet gevolgd en was na diens dood getrouwd met zijn stiefmoeder. Dit paste in de oude traditie waarbij een zoon tegelijk met de troon van zijn vader ook diens vrouw erfde, in dit geval dus zijn stiefmoeder. Nadat hij koning werd vluchtten de bisschoppen van Rochester en Londen naar Gallië.
Eadbald werd pas later gedoopt, waarschijnlijk in 625 (of 619) door aartsbisschop Laurentius van Canterbury. Dit gebeurde nadat de aartsbisschop de koning verhaalde van diens ontmoeting met de Heilige Petrus en hem zo kon bekeren tot het christendom. Na deze bekering werd hij een respectabel christen die de Kentische kerk onder koninklijke bescherming plaatste en veel privileges verleende. In 624 bouwde hij een kerk in Canterbury. In diezelfde periode keerde bisschop Justus van Rochester naar Kent terug. Daarnaast verstootte hij ook zijn eerste vrouw (zijn stiefmoeder) en trad hij in het huwelijk met de Frankische prinses Emma. Waarschijnlijk was zij een dochter van koning Chlotarius II hoewel er ook een theorie is die beweert dat zij een dochter van de machtige hofmeier Erchinoald was. Met Emma kreeg hij twee zoons, Eormenred en Earconbert, en dochter Eanswith.
In 625 huwde hij zijn zuster uit aan de koning aan Edwin van Northumbria. Een jaar later beëindigde hij een oorlog tegen Wessex. Eadbald liet in Londen gouden munten slaan en was daarmee de eerste Engelse koning die dat deed.
Koning Eadbald overleed in 640. Hoewel zijn sterfjaar in geen enkele Angelsaksische bron is terug te vinden, wordt het wel vermeld in een Frankische bron, met name de annalen van de kerk van Salzburg. Dit getuigt eveneens van een sterke Frankische invloed, die zich in de volgende generatie zou blijven doorzetten.
- Gemeinsame Normdatei: 102433720
- Virtual International Authority File: 42231201